# Comprehensive History of The Church of Jesus Christ of Latter-day Saints
| Comprehensive History of The Church of Jesus Christ of Latter-day Saints | Comprehensive History of The Church of Jesus Christ of Latter-day Saints |
| ------------------------------------------------------------------------ | ------------------------------------------------------------------------ |
| Erscheinungsland                                                         | Vereinigte Staaten                                                       |
| Herausgeber                                                              | Kirche Jesu Christi der Heiligen der Letzten Tage                        |
| Ersch.Jahr                                                               | 1930                                                                     |
| Aufmachung                                                               | Hardcover                                                                |
| Sprache(n)                                                               | Englisch                                                                 |
| Seitenumfang                                                             | 3459 (6 Bände)                                                           |
| Thema                                                                    | Geschichte der Kirche Jesu Christi der Heiligen der Letzten Tage         |
| ISBN                                                                     | ISBN 978-0842504829                                                      |
| OCLC                                                                     | OCLC 03366367                                                            |
| Autor                                                                    |                                                                          |
| B. H. Roberts                                                            |                                                                          |

Comprehensive History of The Church of Jesus Christ of Latter-day Saints (deutsch: Vollständige Geschichte der Kirche Jesu Christi der Heiligen der Letzten Tage) ist eine sechsteilige Reihe von Geschichtsbüchern über die Kirche Jesu Christi der Heiligen der Letzten Tage. Die Reihe wurde von B. H. Roberts geschrieben und im Jahre 1930 veröffentlicht. B. H. Roberts war zu dieser Zeit eine Generalautorität und der offizielle Historiker der Kirche.

## Hintergrund
Nachdem das American Historical Magazine (eine Zeitschrift der American Historical Association) einen Artikel veröffentlichte, in dem die Theorie aufgestellt wurde, das Joseph Smith wichtige Teile des Buches Mormon von einem gewissen Solomon Spalding kopiert habe, verlangte Roberts die Möglichkeit einer öffentlichen Richtigstellung in dem Magazin. Diese wurde ihm erlaubt. Von der schriftlichen Richtigstellung war der Herausgeber des American Historical Magazine so begeistert, dass er von Roberts eine ausführliche Geschichte der HLT-Kirche veröffentlichen wollte. Das Magazin war bereit dafür, sein Format und seine Anzahl der Veröffentlichungen zu verändern, damit Roberts die Aufgabe schaffen konnte. Roberts schrieb das Buch The History of the Mormon Church in zweiundvierzig Artikeln für das Magazin. Diese Artikel wurden vom Juli 1909 bis zum Juli 1915 veröffentlicht.
Nachdem der letzte Artikel erschienen war, wollte die Erste Präsidentschaft diese als Buch in sechs Bänden veröffentlichen. Jedoch scheiterte dies an den Kosten, obwohl Roberts damit einverstanden war. Roberts wollte die Artikel sogar in einem einzigen Buch zusammenfassen. Sein Vorbild dafür war Essentials in Church History von Joseph Fielding Smith. Im Jahre 1928 fragte ihn der Apostel, George Albert Smith, ob er sein Werk kontrollieren und aktualisieren kann, für eine Veröffentlichung im Jahre 1930. Im Jahre 1930 waren die Hundertjahrfeiern der Kirche.
Damit dieses Werk auch von den Mitgliedern der Kirche benutzt werden kann, wurde eine Version mit Indexen von der Brigham Young University im Jahre 1959 veröffentlicht.

## Rezeption
Die Comprehensive History of The Church of Jesus Christ of Latter-day Saints wurde als Roberts’ „wichtigste historische Arbeit“ und als sein Opus magnum beschrieben. Es wird gesehen als das „beste historische Werk“, bevor die Akademiker der New Mormon History erschienen. Es war jedem „Werk über mormonische Geschichte überlegen, welches zuvor erschienen war“. Es war das erste Werk, welches so einen langen Zeitraum der mormonischen Geschichte beschrieb und so genau jede Epoche des Mormonentums beschrieb. Es gab genau die Primär- und Sekundärquellen an und lehnte historische Mythen ab. Jedoch wurde das Werk kritisiert, da es eine starke Voreingenommenheit für das Mormonentum zeigt und romantische Begriffe benutzt.

## Zusammenfassung
- Volume I

Die frühe Geschichte von Joseph Smith wird beschrieben bis zu den Erfahrungen der Kirche in Missouri.
- Volume II

Die Besiedlung von Illinois wird erzählt bis zur Flucht von dort.
- Volume III

Die Mormonischen Pioniere werden beschrieben bis zur Intervention der Bundesregierung in Salt Lake City.
- Volume IV

Einige Ereignisse in Utah in den 1850er Jahren.
- Volume V

- Volume VI

Die Ereignisse, die zum Manifest von 1890, führen und andere Ereignisse bis zum Jahr 1930.

## Weitere Literatur
- Geschichte der Kirche der Enzyklopädie des Mormonismus